# Hernádvécse
Hernádvécse é um município da Hungria, situado no condado de Borsod-Abaúj-Zemplén. Tem 16,94 km² de área e sua população em 2015 foi estimada em 1.089 habitantes.